# チャーリー・ブラウンとフランツ・スティグラー事件
チャーリー・ブラウンとフランツ・スティグラー事件（チャーリー・ブラウンとフランツ・スティグラーじけん、英語: Charlie Brown and Franz Stigler incident）とは、1943年12月20日に発生した航空戦における出来事である。チャールズ（チャーリー）・ブラウン少尉がパイロットを務めるアメリカ陸軍航空軍(USAAF)の爆撃機B-17（42-3167号機、「Ye Olde Pub」と名づけられていた）は、ブレーメンにおける爆撃任務を終えた後、ドイツの戦闘機の攻撃を受けて激しく損傷していた。ドイツ空軍のパイロット、フランツ・スティグラーは戦闘能力を失ったその爆撃機を撃墜する好機を得たが、攻撃を行わず、爆撃機がドイツ占領域外へ脱出するまで護衛した。
後年、ブラウンがドイツ空軍のパイロットを探した結果、ブラウンとスティグラーは50年ぶりに再会し、友情を結んだ。その友情はスティグラーの死去する2008年3月まで続き、ブラウンもわずか数か月後、同年の11月に亡くなった。

## パイロット
チャールズ（チャーリー）・L・ブラウン少尉は、ウェストバージニア州ウェストンの農家出身で、アメリカ陸軍航空軍第8爆撃軍団第379爆撃大隊第527爆撃中隊に所属するB-17Fのパイロットとしてイギリス空軍のキンボルトン空軍基地に駐屯していた。
フランツ・スティグラーはバイエルン州出身で、もとはルフトハンザ航空のパイロットを務めていた、ドイツ空軍第27戦闘航空団に属する歴戦の戦闘機パイロットであった。

## ブレーメン爆撃任務
ブラウンの爆撃機「Ye Olde Pub」の乗員たちに与えられた任務は、ブレーメンにある戦闘機フォッケウルフ Fw190の製造工場を爆撃することであり、これが乗員たちにとって初めての任務であった。第527爆撃中隊の隊員は、任務前の説明において、数百機のドイツの戦闘機と遭遇する可能性があることを知らされていた。またブレーメンは250門以上の高射砲により守られていた。ブラウンの爆撃機は編隊の端を飛ぶ予定だった。その位置は「パープル・ハート・コーナー」と呼ばれ、ドイツ軍は編隊の真ん中よりも端を狙うであろうことから、特に危険な位置と考えられていた。しかし、3機の爆撃機が機体不良により引き返さなければならなくなったため、ブラウンの爆撃機は編隊の前方に配置されることとなった。
この任務において、「Ye Olde Pub」には以下の乗員が搭乗していた。
- チャールズ・L・"チャーリー"・ブラウン少尉（1922年10月24日 - 2008年11月24日）：パイロット、機長[8]
- スペンサー・G・"ピンキー"・ルーク少尉（1920年11月22日 - 1985年4月2日）：副パイロット[9]
- アルバート・A・"ドク"・サドク少尉（1921年8月23日 - 2010年3月10日）：航空士[10]
- ロバート・M・"アンディ"・アンドリューズ少尉（1921年1月14日 - 1996年2月23日）：通信士、爆撃手[10]
- バートランド・O・"フレンチー"・クーロンブ軍曹（1924年3月1日 - 2006年3月25日）：上部砲塔銃手、航空機関士[11]
- リチャード・A・"ディック"・ペックアウト軍曹（1924年9月14日 - 2013年1月5日）：通信士[12]
- ヒュー・S・"エッキー"・エッケンロード軍曹（1920年8月9日 - 1943年12月20日）：尾部銃手[12]
- ロイド・H・ジェニングス軍曹（1922年2月22日 - 2016年10月3日）：左腰部銃手[12]
- アレックス・"ロシアン"・イェレサンコ軍曹（1914年1月31日 - 1980年5月25日）：右腰部銃手[13]
- サミュエル・W・"ブラッキー"・ブラックフォード軍曹（1923年10月26日 - 2001年6月16日）：ボール型砲塔銃手[14]

### 爆撃
ブラウンの爆撃機は高度8320メートル（27300フィート）において10分間爆撃を行った。この時の外気温は摂氏マイナス60度（華氏マイナス76度）であった。爆撃機が爆弾を投下する前、高射砲がアクリル樹脂製の機首、2番エンジンを破壊、さらに4番エンジンを損傷させた。4番エンジンの動作は既に不安定であり、速度超過を防ぐためにスロットルを調整してエンジンの出力を落とさねばならなかった。
この損傷により爆撃機は減速し、ブラウンは編隊に復帰することが出来ず、絶えず敵の攻撃にさらされる位置に取り残されることになった。

### 戦闘機による攻撃
ブラウンの爆撃機はドイツ空軍第11戦闘航空団の1ダース以上の戦闘機（メッサーシュミット Bf109とフォッケウルフ Fw190の混成）の攻撃を10分以上にわたって受け続けた。これによりさらなる損傷を受け、3番エンジンの出力は半分にまで落ちた（すなわち爆撃機の実質の飛行能力は、本来の高々40%までに低下したことになる）。爆撃機の内部の酸素、油圧、電気系統も損傷を受け、ラダーの半分と左側エレベーター、そしてノーズコーンを失った。銃手たちの銃器は故障した。その原因は機内搭載の各種系統が失われた結果、発射機構が凍結したためと考えられる。これにより爆撃機の防衛力は、本来11基の銃器があったうち、2基の上部ターレット、加えて機首銃の前方火力が3基のうち1基を残すのみとなった。乗員の多くは負傷し、尾部銃手のエッケンロードは砲弾の直撃により頸部を損傷した。イェレサンコは榴散弾により脚に重傷を負い、ブラックフォードの足は飛行服の電熱線のショートにより凍えていた。ペックアウトは砲弾によって目を傷つけられ、ブラウンは右肩を負傷していた。機内に搭載していたモルヒネの注射液も凍結し、乗員の応急処置も困難を極めた。無線通信は破壊され、爆撃機の外装は著しく損壊していた。奇跡的に、エッケンロード以外の全員が生存した。乗員は爆撃機からの脱出が可能であるか議論したが、イェレサンコが負傷により安全に着陸できないことが分かった。イェレサンコを放置することが出来ず、爆撃機は航行を続けた。

### フランツ・スティグラー
ブラウンの爆撃機は損傷し、1機さまよっているところを地上からドイツ兵に発見された。その中にいたフランツ・スティグラーは、当時27機を撃墜したエースであり、当時飛行場で燃料と弾薬の補給を行っていたところであった。スティグラーは直ちにメッサーシュミットBf 109 G-6（50口径のブローニングM2重機関銃の弾丸が冷却器に撃ち込まれたままであり、エンジンがオーバーヒートする危険性があった）で発進し、まもなくブラウンの爆撃機に追いついた。その機体に高射砲や戦闘機の銃撃によって大きく穴が開けられており、そこからは負傷して戦闘不能となった乗員の姿をうかがうことが出来た。ブラウンには意外なことであったが、スティグラーは爆撃機に攻撃を行わなかった。その代わり、スティグラーは北アフリカで戦っていた時の第27戦闘航空団の指揮官の1人、グスタフ・レーデルの「もし君がパラシュートで降下している者を撃ったということを見聞きしたら、私自らの手で君を撃つ」という言葉を思い出していた。スティグラーは後に「私にとって、彼らはパラシュートで降下しているも同然でした。彼らを見ると、撃墜することは出来ませんでした」と述懐している。
スティグラーは二度、ブラウンにドイツの飛行場に着陸して降伏するか、付近の中立国であるスウェーデンに緊急着陸するように説得しようとした。もしそうすれば、ブラウンと乗員たちはそこで治療を受け、戦争が終わるまで抑留されたはずだった。しかしブラウンと乗員たちは口と身振りからはスティグラーの意図を解することが出来ず、そのまま飛行を続けた。後にスティグラーがブラウンに語るには、スティグラーはブラウンたちをスウェーデンに向けて飛行させようとしたとのことであった。スティグラーはブラウンの爆撃機がドイツの対空部隊に狙われないように、近づいて左舷翼のそばを飛行し、護衛しながら外洋まで随伴した。ブラウンは、まだスティグラーの意図を測りかねていたので、上部砲塔の銃手に命じてスティグラーを狙わせつつも発砲はせず、警告するに留まった。スティグラーはそのメッセージを理解し、爆撃機がドイツ領空から抜け出したことを確認したので、敬礼をして去って行った。

### 着陸
ブラウンは北海を400キロメートル（250マイル）にわたって飛行し、第448爆撃大隊の本拠地であるイギリス空軍シージング空軍基地に爆撃機を着陸させ、飛行後の報告で上官に、ドイツ軍戦闘機パイロットが自分を逃がした経緯を伝えた。ブラウンはそのことを部隊の他の隊員に口外しないよう命じられた。これは敵のパイロットに好意的な感情を抱かないようにするためであり、さもなくば他の損傷した爆撃機のパイロットたちが救助を期待して、襲い来る敵の戦闘機に対して攻撃を行わず、ただ撃墜される結果に終わるかもしれなかった。ブラウンは「ドイツ機のコックピットにいる者が人間でないと、誰が決めたでしょうか」と述べている。戦闘中に敵を助けたドイツ軍パイロットは軍法会議にかけられるおそれがあったため、スティグラーはその事件については指揮官に何も報告しなかった。
ブラウンは終戦まで任務につき続けた。フランツ・スティグラーはその後、終戦まで第44戦闘団に所属し、ジェット戦闘機メッサーシュミット Me262のパイロットとなった。

## 戦後、パイロットたちの面会
戦後、ブラウンは故郷のウェストヴァージニアに帰って大学に進み、1949年にアメリカ空軍（1947年にアメリカ陸軍から独立し新設された）に復帰し、1965年まで務めた。その後はアメリカ合衆国国務省の海外勤務職員としてラオスやベトナムに度々渡った。1972年に退職してフロリダ州マイアミに転居し、発明家となった。
スティグラーは1953年にカナダに移住し、実業家として成功を収めた。
1986年、ブラウン退役中佐は、アラバマ州マクスウェル空軍基地の航空指揮幕僚学校における戦闘機パイロットたちの同窓会である「鷲の集い」で講演を依頼された。その中で、ブラウンに第二次世界大戦時における印象的な任務は何かと尋ねられた。ブラウンは少し考えて、あるドイツ人パイロットが自分たちを護衛し、敬礼をして去って行ったことを思い出して語った。その後、ブラウンは名前も分からないドイツ人のパイロットを探すことにした。
ブラウンはそのドイツ人パイロットが誰であるかのわずかな手がかりを探して、4年間にわたってアメリカ陸軍航空軍、アメリカ空軍、西ドイツ空軍の記録を調べたが、ほとんど成果は得られなかった。それからブラウンは戦闘機パイロット協会に手紙を書いた。数か月後、ブラウンは当時カナダに住んでいたスティグラーからの手紙を受け取った。その手紙には「私がそのパイロットです」と書かれていた。2人は電話で話し合い、スティグラーは自分の飛行機、護衛、敬礼のことについてなど、ブラウンが聞きたいこと全てを説明したため、ブラウンはスティグラーがその事件のドイツ人パイロットであることを確かめた。
1990年から2008年まで、チャーリー・ブラウンとフランツ・スティグラーは親しく交友関係を続け、2008年に2人は数か月の間隔をおいて亡くなった。

## 大衆文化
この事件を元に、アメリカ人の作家アダム・マコスは伝記小説「A Higher Call」（2012年出版）を著した。
スウェーデンのパワーメタルバンド・サバトンの7番目のアルバム「Heroes」に収録されている2番目の曲「No Bullets Fly」はこの事件を題材にしている。